# Cantonul Beauvais-Nord-Ouest
Cantonul Beauvais-Nord-Ouest este un canton din arondismentul Beauvais, departamentul Oise, regiunea Picardia, Franța.

## Comune
| Comune                    | Populație (1999) | Cod poștal | Cod INSEE |
| ------------------------- | ---------------- | ---------- | --------- |
| Beauvais                  | 55 392 (1)       | 60000      | 60057     |
| Fouquenies                | 439              | 60000      | 60250     |
| Herchies                  | 598              | 60112      | 60310     |
| Pierrefitte-en-Beauvaisis | 369              | 60112      | 60490     |
| Savignies                 | 777              | 60650      | 60609     |